# Ezemaal
Ezemaal est une section de la ville belge de Landen située en Région flamande dans la province du Brabant flamand. C'était une commune à part entière avant la fusion des communes de 1971.

## Évolution démographique
- Sources : INS, Rem. : 1831 jusqu'en 1970 = recensements, 1976 = nombre d'habitants au 31 décembre.

## Historique

### Le toponyme Esemael

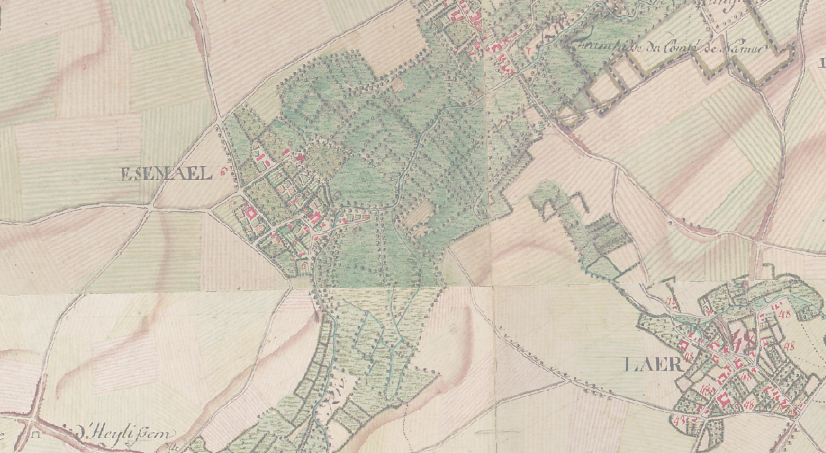
Le village d'Esemael en 1777, d'après la carte de Ferraris.

Ce nom aurait d'abord été orthographié Hismale en 1066 pour ensuite devenir Esemael en 1689. Selon Chotin, un auteur dont l'œuvre est devenue obsolète, ce nom viendrait probablement de Wesemael signifiant limite de l'ouest. C'était en effet, fait-il remarquer, la limite du duché de Brabant avec la principauté de Liège.

### La terre d'Esemael
La terre d'Esemael, constituée d'une partie de l'ancien fief féodal, était décrite comme suit en 1802 : « La terre d’Esemael, située à une lieue de Tirlemont, et à une demi-lieue de la chaussée de cette ville à St.-Trond à Liège, sur la rivière la Gete, arrondissement de Louvain, département de la Dyle. Cette terre consistant en treize bonniers de prairie et en quelques rentes, était ci-devant la seigneurie du village d'Esemael qu'avait un censal et féodal, droit de relief et congé dit pontgeld, chasse et pêche, haute et basse justice, et conférait les places des mayeurs, greffier et échevins. ».
Cette terre faisait partie jadis d'une seigneurie appartenant depuis au moins 1440 aux barons de Jauche. Le dernier seigneur de ce fief fut Jean-Louis de Berlaymont de la Chapelle, baron de Jauche, qui en céda la propriété à son fils Louis-Ignace en 1792. Ce dernier, fort endetté, céda cette terre à Dominique Genotte en 1793 qui le revendit en 1794 à Pierre-Nicolas de Wilde. L'ancienne seigneurie est devenue aujourd'hui un village de la commune de Landen dans le Brabant flamand, elle s'orthographie désormais : Ezemaal. En 1866, Gachard la décrit comme baronnie dans son Rapport rendu au ministre de l'intérieur sur le rassemblement des anciens greffes scabinaux, seigneriaux et féodaux de la province de Brabant.